# 东大寺
东大寺（日语：／ Tōdai Ji）位于日本奈良县奈良市雜司町，是日本佛教华严宗大本山、南都七大寺之一。1998年作为“古都奈良的文化財”的一部分被列为世界文化遗产。
東大寺由信奉佛教的圣武天皇興建於728年，因为建在首都平城京以东而得名，另外有西大寺相對應。其後聖武天皇在日本各地興建68餘座國分寺（正式名稱為「金光明四天王護國之寺」），東大寺是階位最高的總寺院。
此寺大佛殿正面宽度57米，深50米，为世界最大的木造建筑，殿内供奉高15米以上的盧舍那大佛像。寺院内还有南大门、二月堂、三月堂、正仓院等建築，其中南大门有很著名的双体金刚力士像；二月堂能够俯视大佛殿和眺望奈良市区。

## 起源与歷史

### 創建与大佛铸造
東大寺之起源较大佛的铸造稍早，8世纪上半叶大佛殿以東，若草山麓建立起了寺院的前身。据《東大寺要錄》记载，天平5年（733年）若草山麓創建的金鐘寺是東大寺的起源。另有一说，据正史《续日本纪》载，神龜5年（728年），第45代天皇聖武天皇与光明皇后的皇子菩提早逝，为此在若草山麓设山房，常住有僧侶9人，此为金鐘寺之前身。据载金鐘寺在8世紀中叶设有羂索堂、千手堂等，据推测羂索堂应为現在的法華堂（又称三月堂，本尊为不空羂索观音）。天平13年（741年）国分寺建立之詔发布，翌年（天平14年，742年），金鐘寺被定为大和国的国分寺，更改寺名为金光明寺。大佛的铸造始于天平19年（747年），「東大寺」之寺号应该是始于此时。另外，监管東大寺建設的「造東大寺司」的可考最初史料记载为天平20年（748年）。
聖武天皇颁布大佛造立之詔是在天平15年（743年）。当時，都城为恭仁京（今京都），天皇行宫是位于恭仁京东北的紫香乐宫（今滋賀县甲賀市），大佛铸造也在当地开始。此后聖武天皇於短時間内屡次迁都，2年後的天平17年（745年），定都平城京的同时，在現在的東大寺所在地开始了大佛的铸造。这是一项艰难浩大的工程，大佛铸成以后，天平勝寶4年（752年）天竺（印度）出身的僧人菩提僊那主持了大佛开眼会。大佛铸造完成后大佛殿的建設工事又接着开始，最終於天平宝字2年（758年）竣工。東大寺曾多次毁於火災及地震，現存遺址於1709年建造。東大寺曾因1180年及1567年的動亂付諸一炬，大佛殿、戒壇院等皆被燒毀。今日所見的東大寺大佛殿是花費25年，於1709年完成重建，光是鑄佛就用了8年，並且重建後的規模只有之前的3分之2。
距今1300年前的奈良時代，不僅是一個繁華的時代，同時也是一個相繼遭受政變、乾旱、飢荒、地震、流行性瘟疫的慘淡時代。天平12年（740年）2月，聖武天皇尊崇《華嚴經》的教義，看到由民眾協助建造而成的盧舍那佛深受廣眾敬仰的情景十分感動，于是發願建造廬捨那大佛。聖武天皇認為世人要相互關懷，並希望一般國民齊心協力來完成大佛的建造。這樣的思想始終貫穿于每個時代的大佛復興與修理事業中，傳承至今。

### 奈良時代的東大寺
奈良時代的東大寺的伽藍南北方向上南大門、中門、金堂（大佛殿）、講堂直线排列，講堂的北側的東，北，西三方向为僧房，僧房以東是食堂，南大門和中門之間左右東西有两座七重塔，推断高約100米。周围围有回廊。天平17年（745年）起工到伽藍全部完成花费了几近40年。
奈良時代有南都六宗（华严宗、法相宗、律宗、三论宗、成實宗、俱舍宗），当时的六宗「宗派」划分不比现在严格，将之理解为「学派」或许更为贴切，当时寺院通常兼学多宗的经论。東大寺在近代以后虽被归为华严宗，在奈良時代是六宗兼学之寺，大佛殿内有收纳各宗经论的「六宗厨子」。平安時代空海在寺内设立真言院，加上真言宗、天台宗成为八宗兼学之寺。

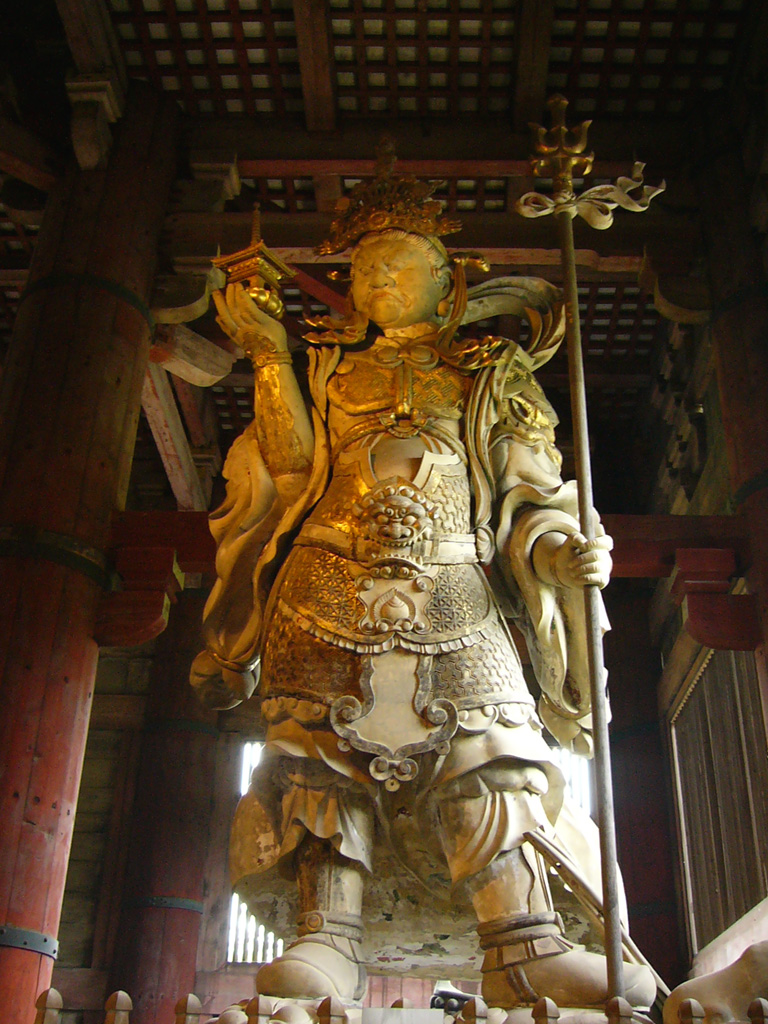
多聞天像（金堂東北隅）
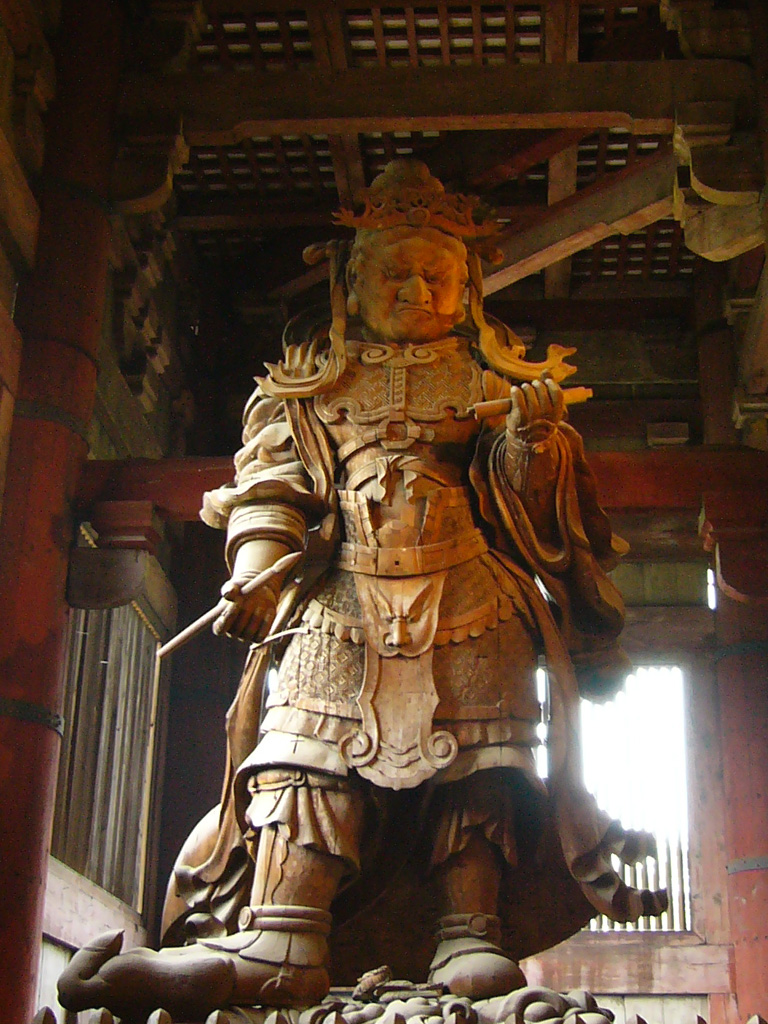
广目天像（金堂西北隅）
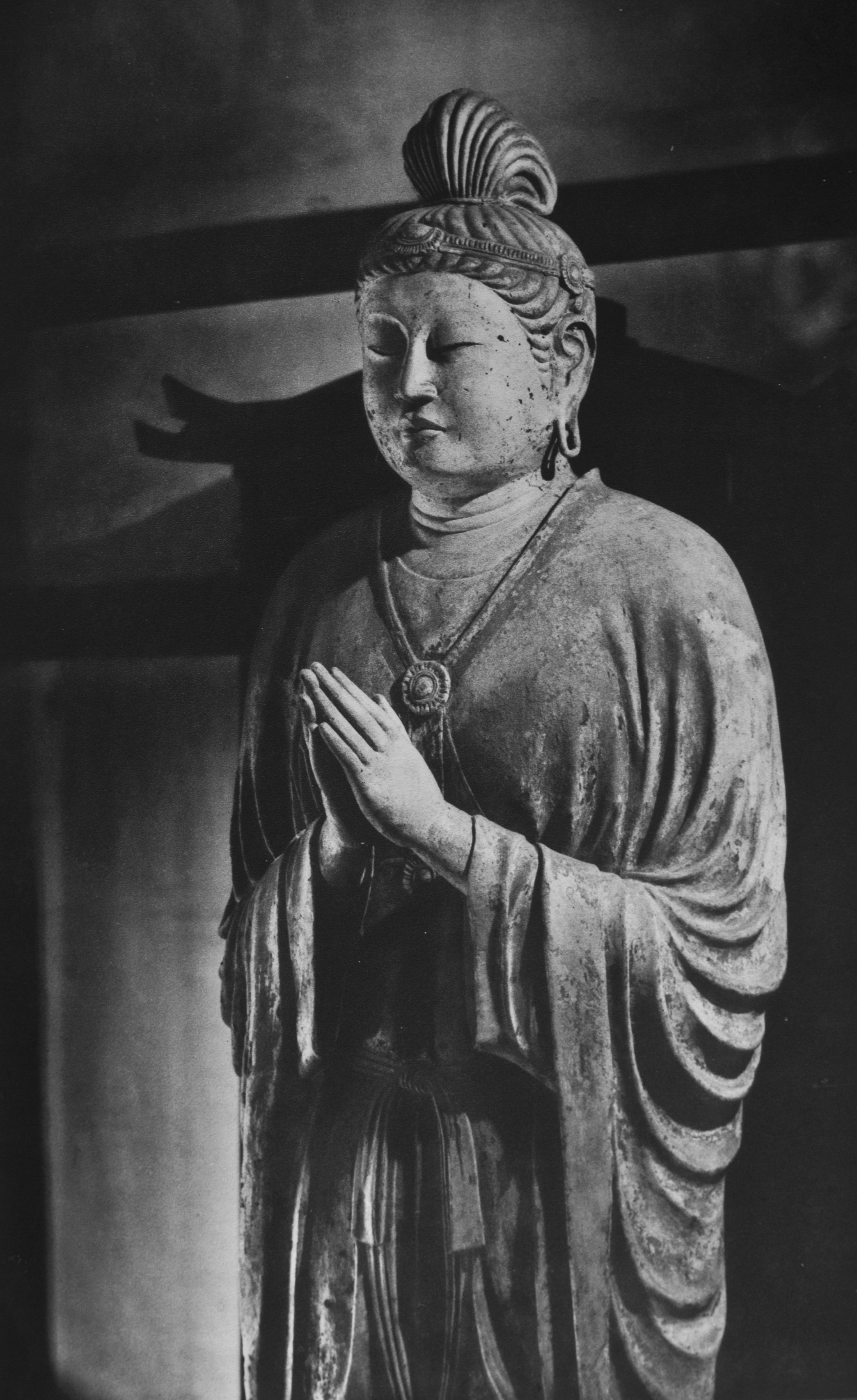
塑造月光菩薩立像
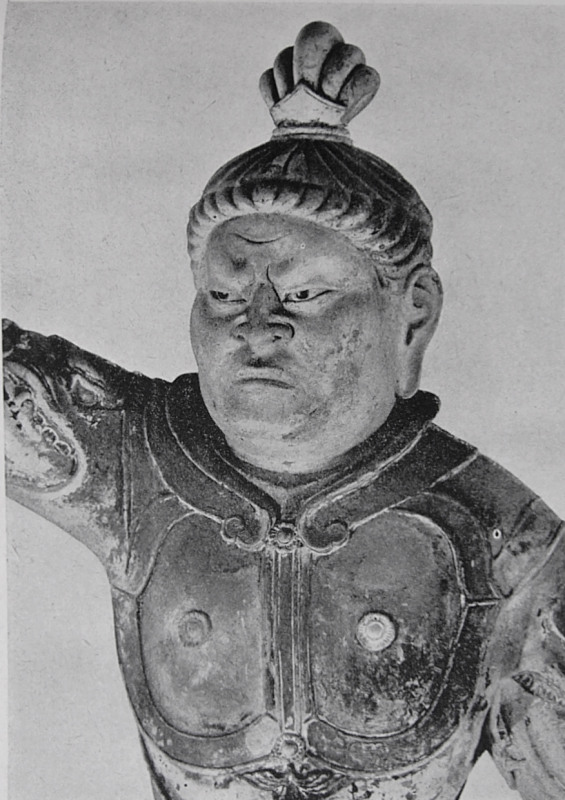
收藏於戒壇院內的多聞天塑像，是院內的四天王立像之一
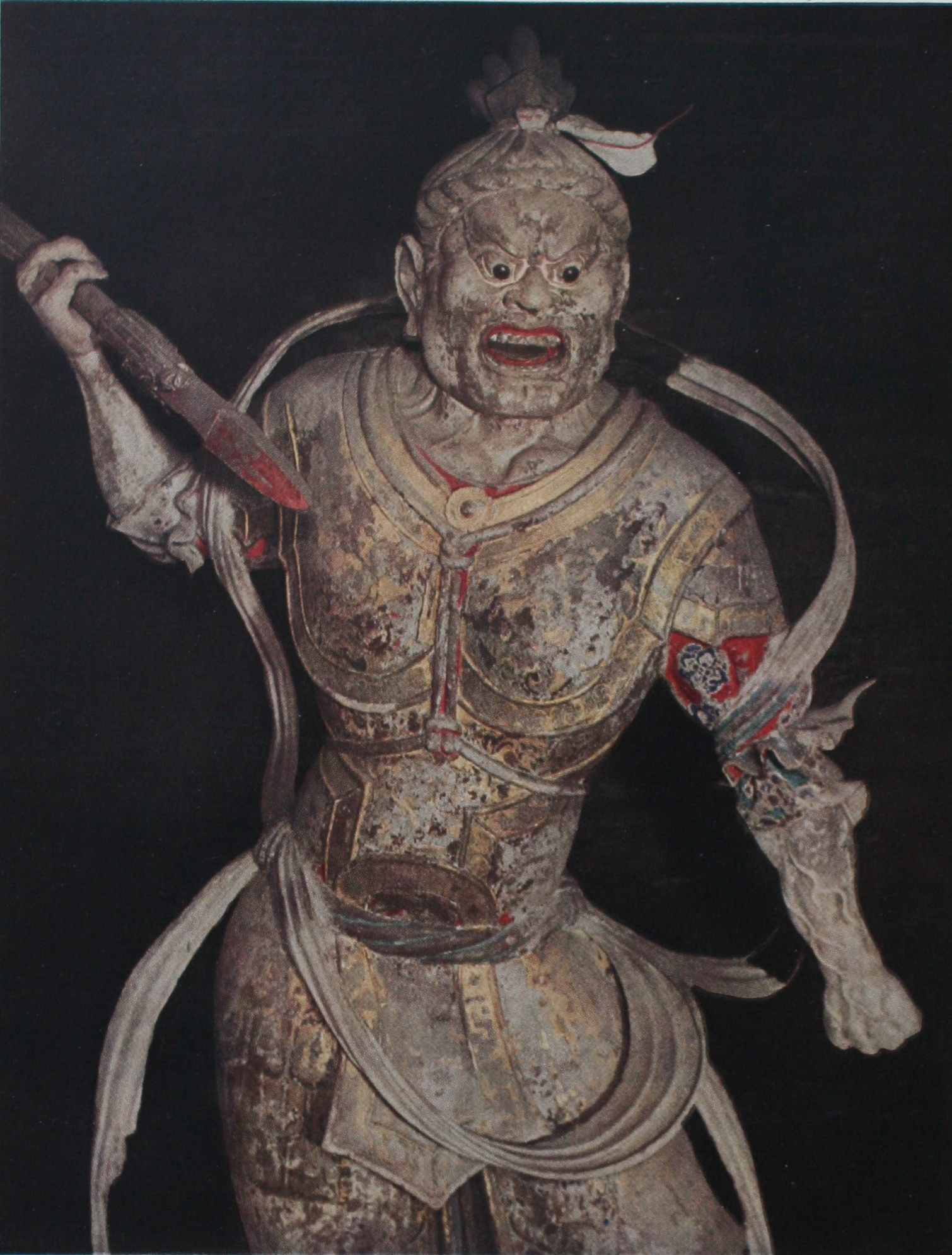
收藏於法華堂（三月堂）內的執金剛神立像
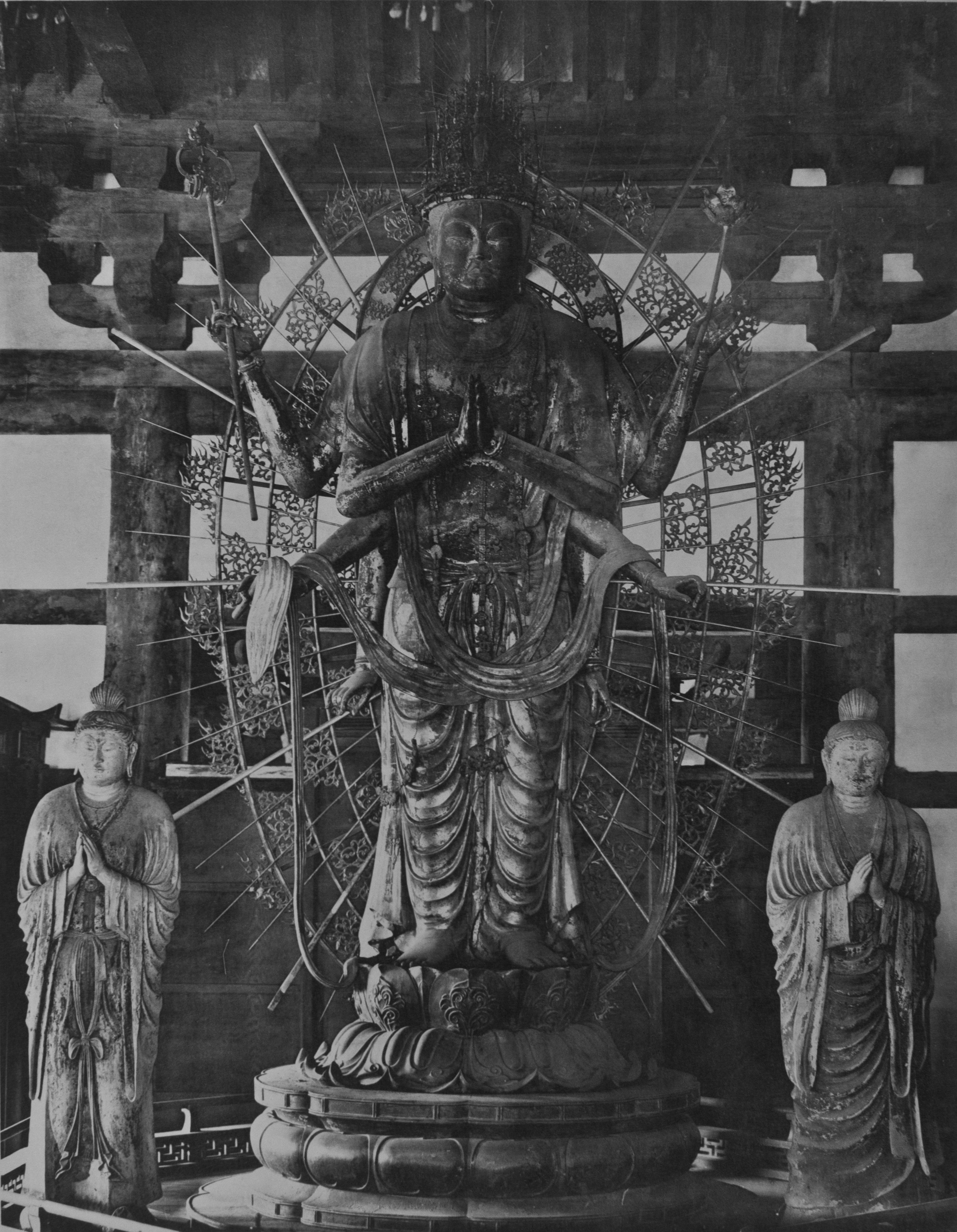
收藏於法華堂內的乾漆不空羂索観音立像

## 文化财产

### 國寶
建筑物
- 金堂（大佛殿）
- 南大門
- 本坊经庫
- 開山堂
- 鐘樓
- 法華堂（三月堂）
- 二月堂
- 转害門

美术工艺品
- 絹本著色倶舍曼荼羅图
- 紙本著色華严五十五所绘卷
- 銅造盧舍那佛坐像（金堂安置）
- 乾漆不空羂索观音立像（法華堂安置）
- 乾漆梵天・帝释天立像（法華堂安置）
- 乾漆金剛力士立像　2躯（法華堂安置）
- 乾漆四天王立像（法華堂安置）
- 塑造日光菩薩・月光菩薩立像（法華堂安置）
- 塑造執金剛神立像（法華堂安置）
- 塑造四天王立像（所在戒壇堂）
- 銅造誕生释迦佛立像・銅造灌佛盤
- 木造金剛力士立像　2躯（所在南大門）
- 木造俊乘上人坐像（俊乘堂安置）
- 木造僧形八幡神坐像　快慶作（八幡殿安置）
- 木造良辨僧正坐像（開山堂安置）
- 花鳥彩繪油色箱
- 金銅八角燈籠（大佛殿前所在）
- 葡萄唐草文染韋
- 梵鐘
- 賢愚經　卷第十五（四百六十七行）

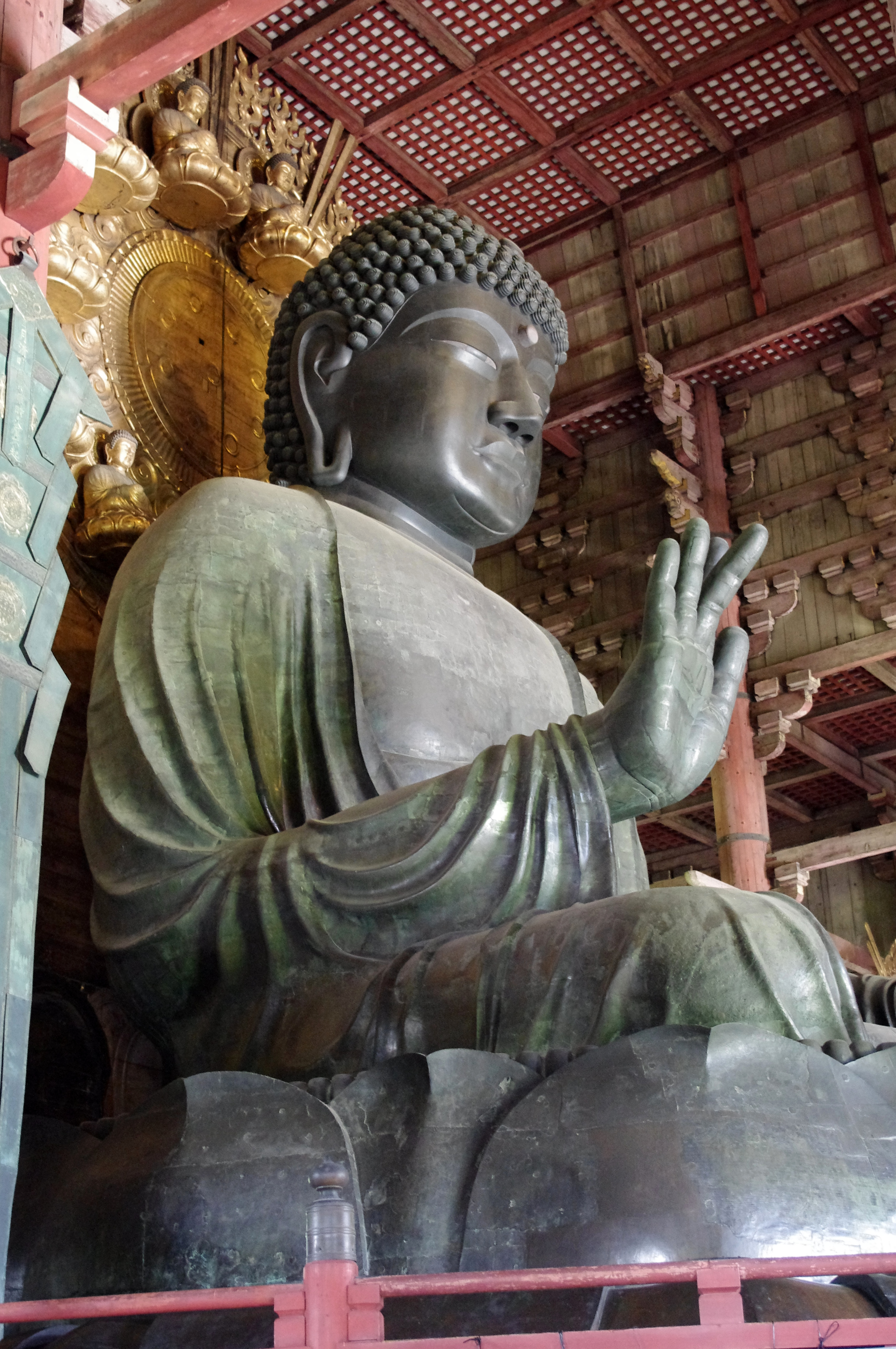
大佛殿

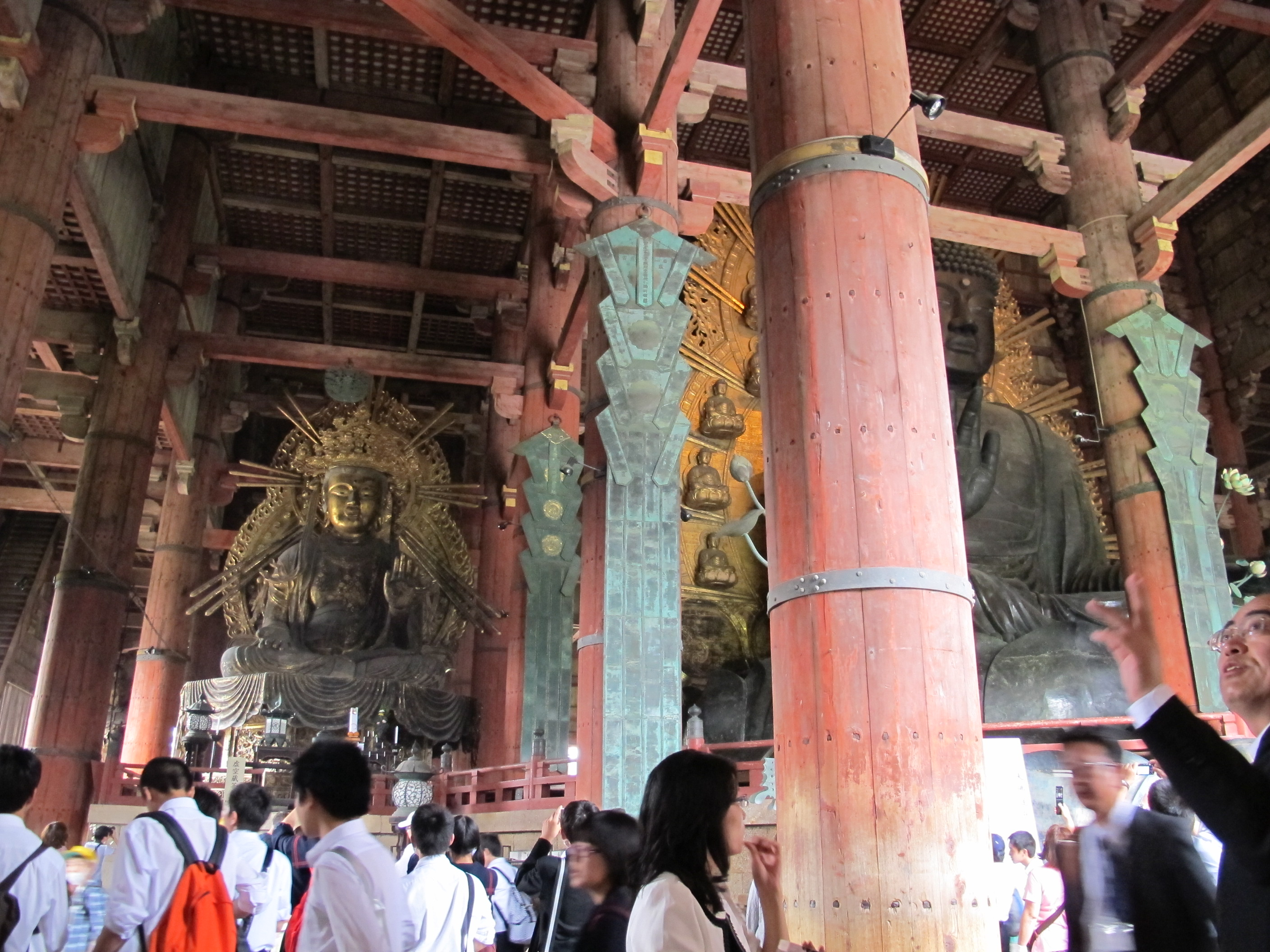
大佛殿(虚空藏菩萨)

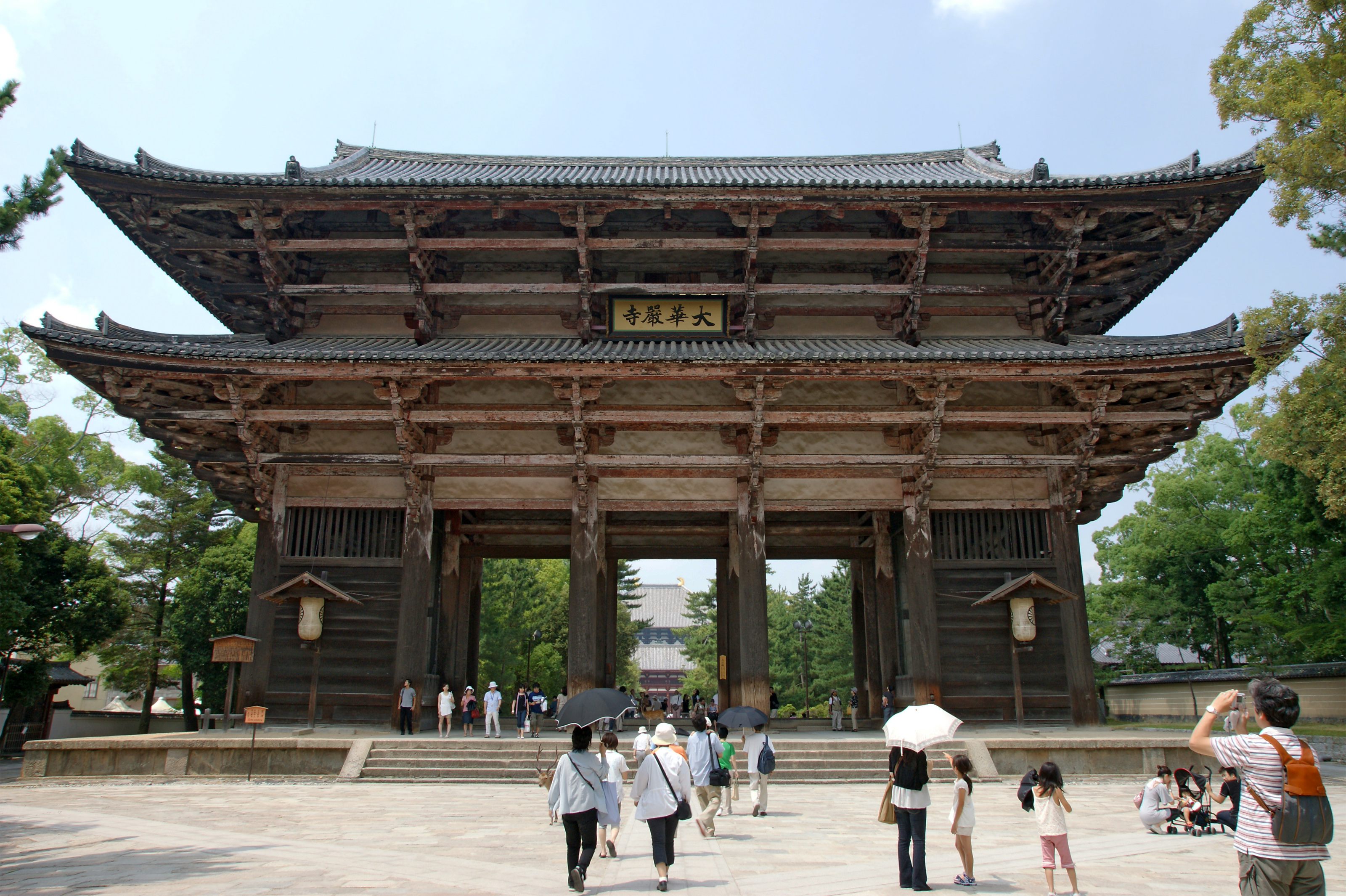
南大門

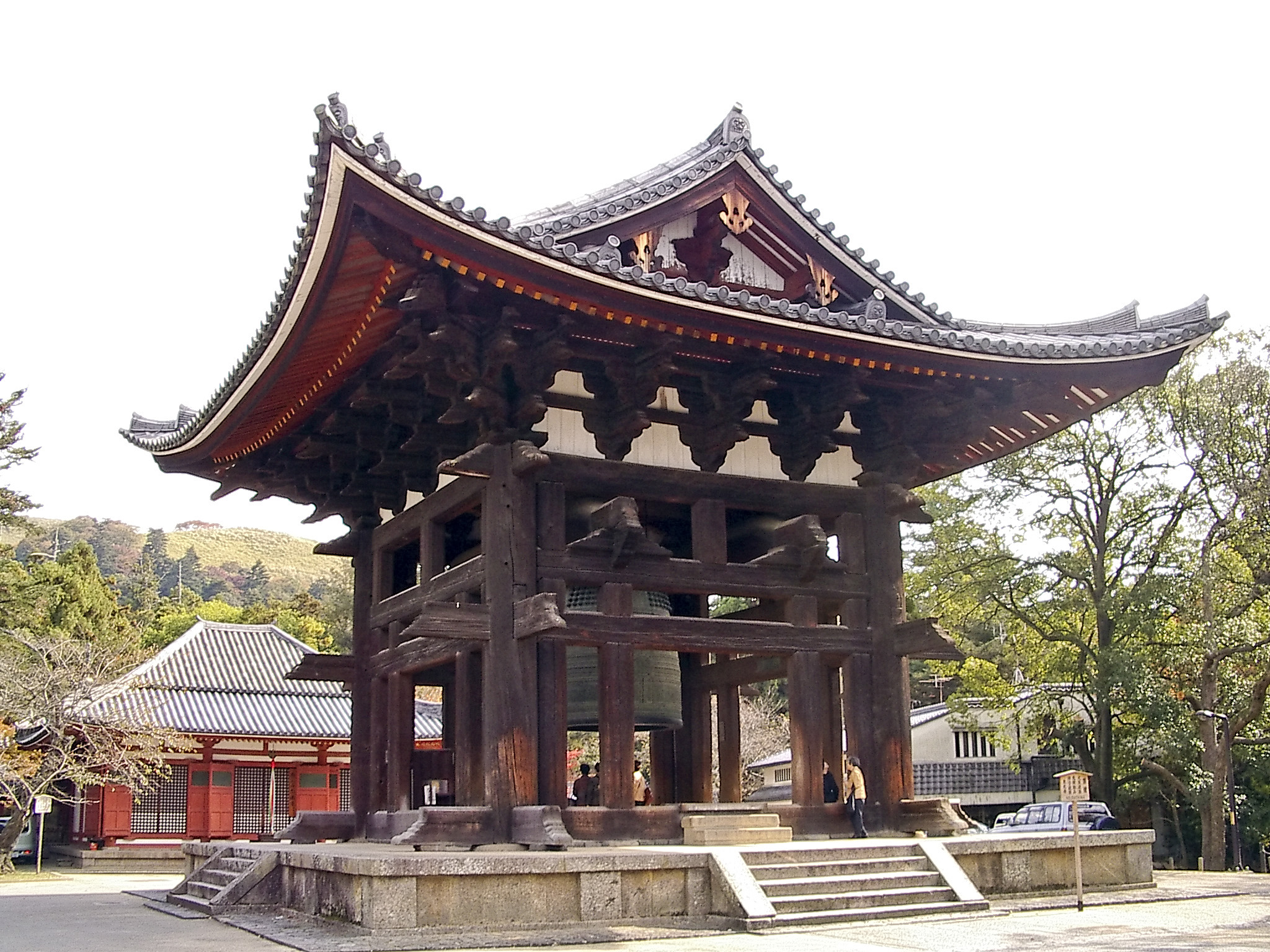
鐘樓

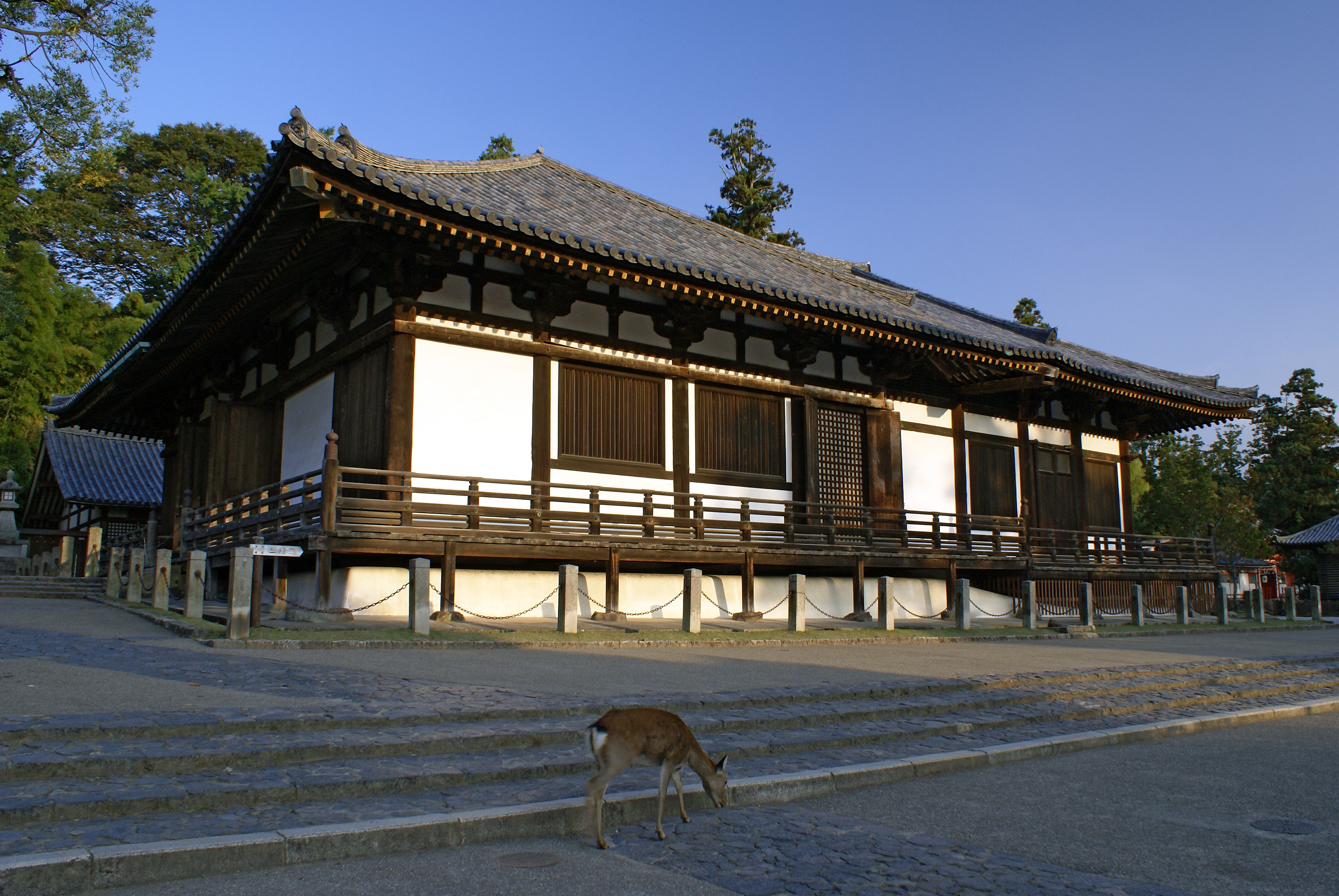
法華堂

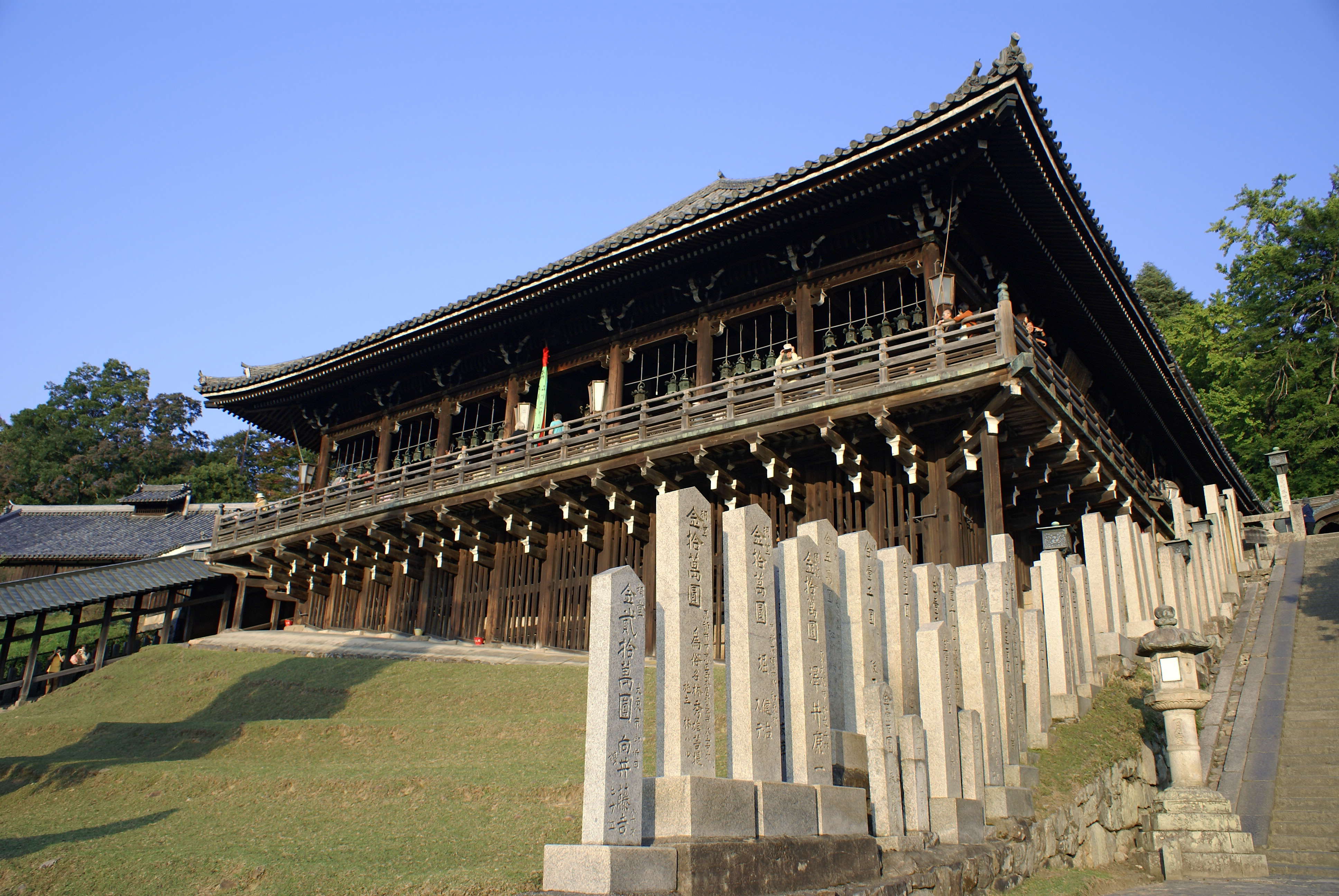
二月堂

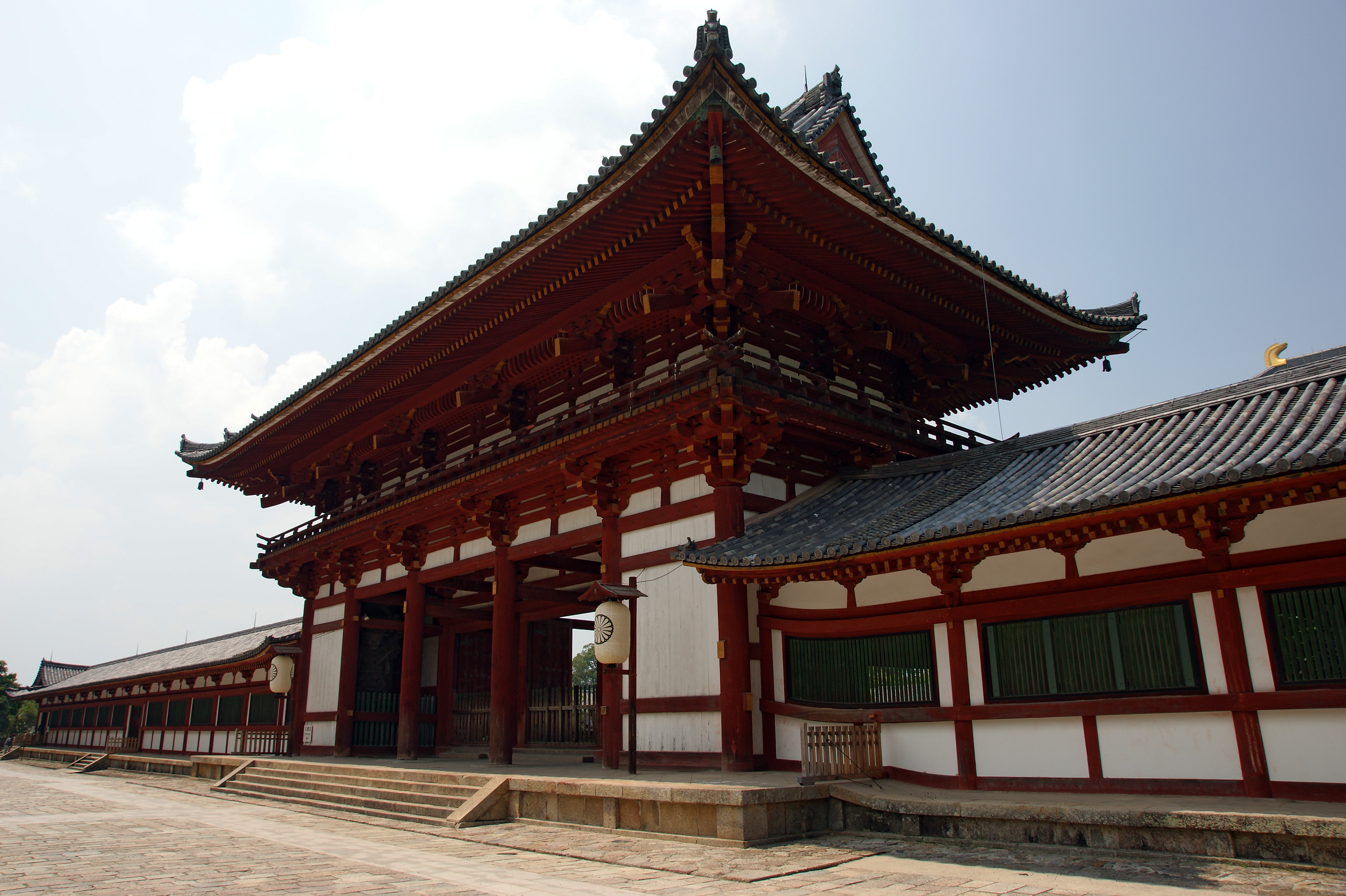
中門

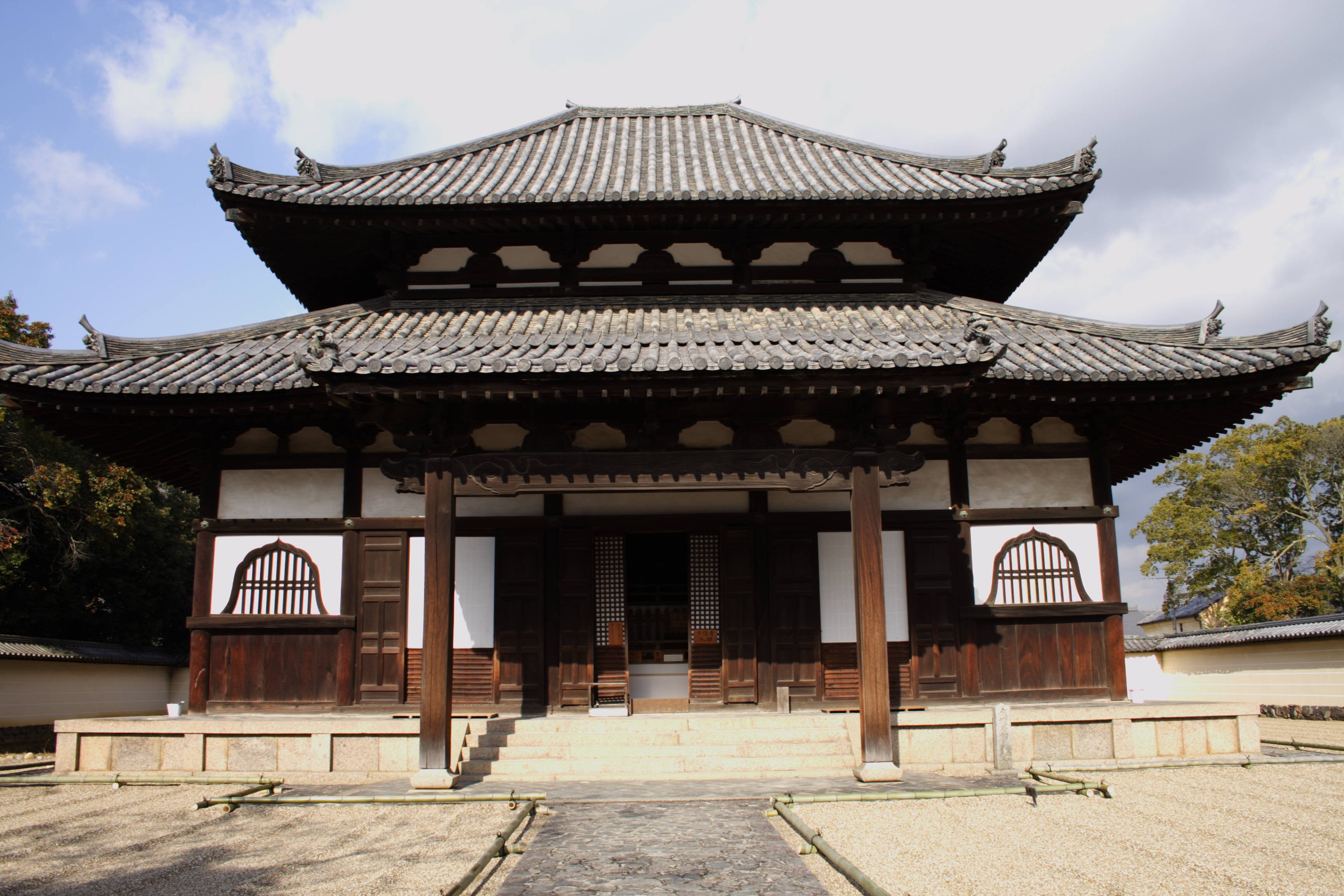
戒壇院

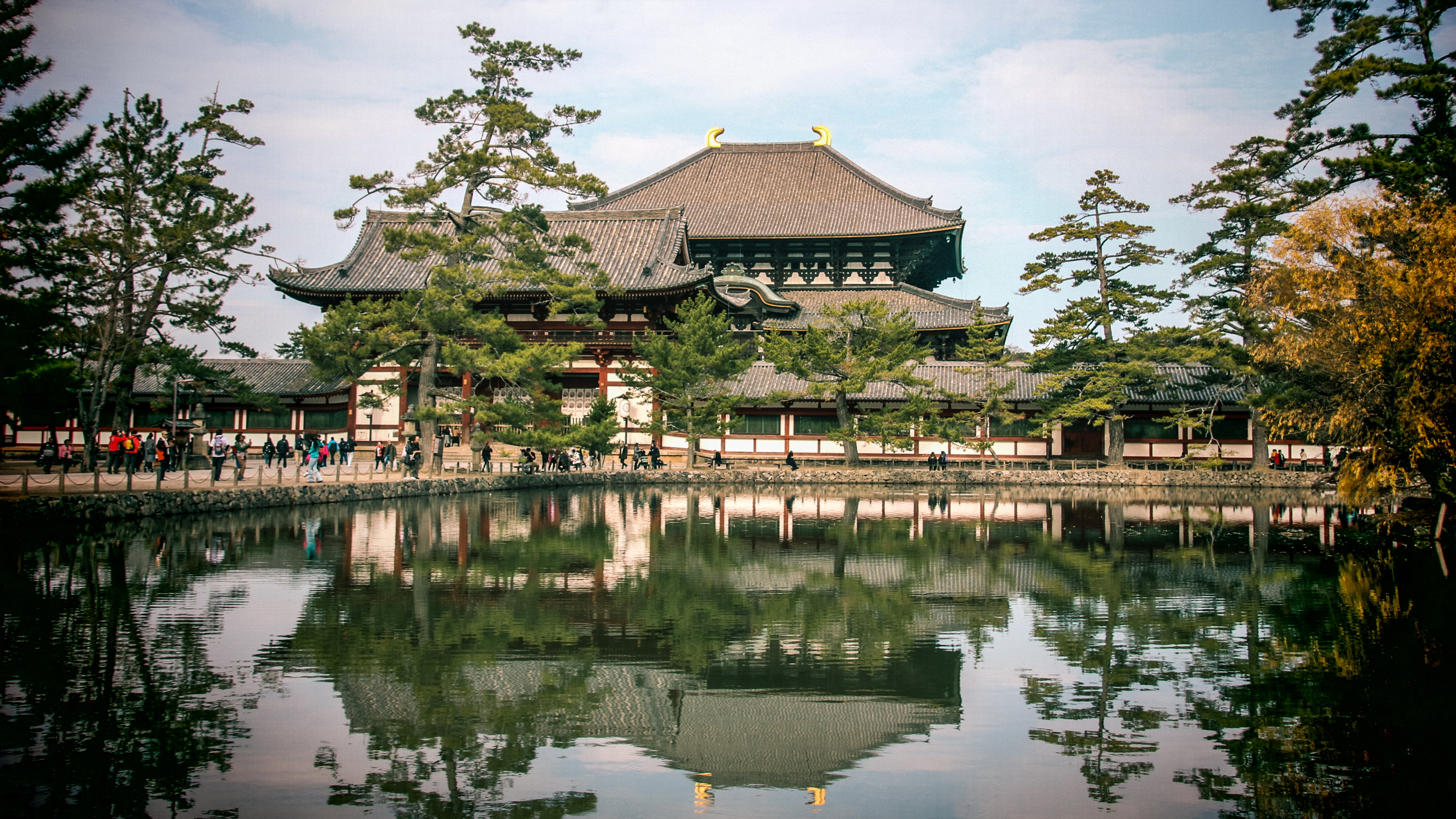
從鏡池望向東大寺的中門及大佛殿（金堂）

- 東大寺文書100卷（979通）、8,516通
- 東大寺金堂鎭壇具　一括

### 重要文化财产
建筑物
- 中門
- 東西回廊
- 東西乐門
- 念佛堂
- 法華堂經庫
- 法華堂手水屋
- 法華堂北門
- 二月堂閼伽井屋
- 二月堂參籠所
- 二月堂佛餉屋
- 三昧堂（四月堂）
- 大湯屋
- 劝進所经庫
- 石造五輪塔（奈良市川上町所在）

绘畫
- 絹本著色嘉祥大師像・絹本著色淨影大師像
- 絹本著色華严海會善知識曼荼羅图
- 絹本著色華严五十五所繪　10面
- 絹本著色香象大師像
- 絹本著色十一面观音像（2005年重文指定）
- 絹本著色四聖御影（建長本）・（永和本）
- 紙本著色東大寺大佛緣起　芝琳賢筆

雕刻
- （金堂安置）木造如意輪观音・虛空藏菩薩坐像　順慶・賢慶・了慶・尹慶等作
- （南大門安置）石造獅子一雙
- （俊乘堂安置）木造阿彌陀如來立像・快慶作　木造爱染明王坐像
- （念佛堂安置）木造地藏菩薩坐像
- （法華堂安置）塑造辯才天・吉祥天立像　木造不動明王二童子像　木造地藏菩薩坐像
- （二月堂參籠所食堂安置）木造訶梨帝母坐像
- （三昧堂安置）木造千手观音立像　木造阿彌陀如來坐像
- （公慶堂安置）木造公慶上人坐像
- （勸進所阿彌陀堂安置）木造五劫思惟阿彌陀坐像
- （戒壇院千手堂安置）廚子入木造千手观音・四天王立像　木造鑑眞和尚坐像　木造愛染明王坐像
- （中性院所在）木造菩薩立像
- （眞言院所在）木造地藏菩薩立像　木造四天王立像（新禪院传來）
- （知足院所在）木造地藏菩薩立像
- （收藏庫）木造聖觀音立像　木造十一面观音立像　木造伎乐面2面　木造行道面（蠅拂）2面　木造菩薩面3面
- （奈良國立博物館寄託）木造释迦如來坐像（舊所在指图堂）木造彌勒佛坐像（舊所在法華堂）木造阿彌陀如來坐像（舊所在勸進所）木造十二神將立像（舊所在天皇殿）木造地藏菩薩立像・快慶作（舊所在公慶堂）銅造舟形光背（二月堂本尊光背）銅造如意輪观音半跏像（菩薩半跏像）木造持國天立像　木造多聞天立像　木造伎乐面29面・乾漆伎乐面1面　木造舞乐面9面　木造獅子頭
- （東京國立博物館寄託）木造青面金剛立像

工艺品
| - 金銅鉢 2口 - 孔雀文磬 - 鉦鼓（長承三年銘） - 鉦鼓（建久九年銘） - 鐵釣燈籠（法華堂所在） - 鐵湯船（大湯屋所在） - 鐵鑰带钥匙 - 堂司鈴 - 銅香水杓 4枝 - 銅水甁 2口 - 銅鉢（金銅受臺付）・金銅受臺 - 鰐口 - 梵鐘（眞言院） - 梵鐘（二月堂食堂所用） | - 雲鳳戧金经櫃 - 朱漆布薩盥 3口 - 黑漆鼓胴 2口 - 黑漆螺鈿卓 - 彩繪鼓胴 - 彩繪鼓胴 - 五獅子如意（傳聖寶所持） - 玳瑁如意 - 二月堂練行衆盤 11枚 - 木製黑漆油壺 2口 - 木造西大門敕額 - 石燈籠（法華堂前所在） |

書籍典籍
| - 华严经 卷第一、第四、第五、第六、第九、第十一 - 願文集 - 虛空藏经 自卷第一至卷第八 - 金光明最勝王经注释 卷第五、第九 - 金剛般若经讃述 卷上（白點本） - 高僧传六種 宗性筆 - 高麗版华严经隨疏演義鈔 - 紺紙金字华严经 - 紺紙銀字华严经殘卷（二月堂燒經） - 細字金光明最勝王经 自卷第六至卷第十 - 續華嚴略经疏刊定記 卷第二、第九上下、第十三上下 - 大威德陀羅尼经 自卷第一至卷第十 - 大般涅槃经 自卷第一至卷第四十 - 大毘婆沙論 卷第廿三 | - 大方等大集菩薩念佛三昧经 自卷第一至卷第十 - 百法顯幽抄 卷第一末（朱點本） - 法華統略 卷上 - 彌沙塞羯磨本 - 瑜伽師地論 卷第十二、第十三、第十四、第十七 - 羯磨 - 圆照上人行狀記 凝然筆 - 東大寺凝然撰述章疏類自筆本（九種） - 東大寺宗性筆聖敎幷抄錄本（二百十四種） - 東大寺要錄 - 東大寺要錄续錄 - 賢劫经紙本墨書卷物（注） |

（注）「賢劫经」1897年被指定为重要文化財产（舊國寶）但是现在所在不明。也未能留下照片。
古文書、歷史資料
| - 荣西自筆唐墨筆獻上狀 建永二年六月廿一日 - 越前國田使解（桑原庄券第二、第三） - 元久二年重源上人劝進狀 - 阿彌陀悔過料資財帳 - 周防國阿彌陀寺領田畠注文 正治二年十一月日重源加判 - 宣旨 延曆二十四年九月二十四日菅野眞道自署・太政官宣旨 延曆二十四年二月二十五日菅野眞道自署 | - 僧某逆修願文案貞慶筆 建久九年四月十五日 - 東大寺大劝進僧行勇自筆書狀 九月十六日 年預五師宛 - 東大寺奴婢見來帳 - 二月堂修二會記錄文書 - 東大寺戒壇院指图 |

## 事件
2015年4月10日發現國寶大佛殿的「須彌壇」大佛基座、國寶南大門的金剛力士像的基座、欄杆都有遭人潑灑油液的痕跡。據NHK調查發現，至少有6府縣的24家寺院、神社的古蹟也相同遭殃。

## 參看
- 大佛样
- 良弁
- 行基
- 西大寺
- 正倉院
- 古都奈良的文化財
- 奈良公園
- 多聞山城
- 蘭奢待